# Pseudoformicaleo oceanicus
Pseudoformicaleo oceanicus är en insektsart som först beskrevs av Luisa Eugenia Navas 1935.  Pseudoformicaleo oceanicus ingår i släktet Pseudoformicaleo och familjen myrlejonsländor. Inga underarter finns listade i Catalogue of Life.